# Alberto Bianchi
Alberto Bianchi (Buenos Aires, 1898-Ibid., 11 de mayo de 1969) fue periodista, orador y traductor anarquista argentino.

## Biografía
Fue un activo militante anarquista durante las primeras décadas del siglo XX en un contexto de fuerte actividad política. Participó de forma destacada colaborando como traductor y corrector con los periódicos La Obra y La Antorcha, de tendencias más radicalizadas que las propulsadas por el diario La Protesta. Fue un activo participante del diario La Antorcha, donde escribió varios artículos. Participó también, al igual que Mario Anderson Pacheco, en varias "giras de propaganda" para exponer las ideas anarquistas en lugares del interior del país y fomentar la creación de nuevos grupos y publicaciones. Al menos realizó dos giras por el norte del país, visitando las provincias de Tucumán, Salta y Jujuy, en los años 1923 y 1930. A lo largo de las giras enviaba crónicas que se publicaban en dicho periódico.
Estuvo detenido ─junto con Horacio Badaraco─ en 1927 tras ser arrestado durante las fuertes campañas por la liberación de Sacco y Vanzetti, impulsadas por las diversas tendencias anarquistas de la época. Se lo acusó de quemar una bandera estadounidense y fue procesado por “traición a la patria”. Posteriormente, participó en la resistencia a la dictadura de Uriburu. En 1945 adheriría al naciente peronismo, apoyando la fórmula presidencial del Partido Laborista y la FORJA que llevaban  como candidato a Juan Domingo Perón. Durante la década de 1950 desarrollo una basta labor intelectual alternando obras de teatro con ensayos políticos y filosóficos, en  octubre de 1955 sería detenido por la dictadura de Eduardo Lonardi, autodenominada "Revolución Libertadora".
También fue dramaturgo y publicó varias obras, ensayos y traducciones.

## Obra

### Teatro
- Don Quijote a través del tiempo
- Cervantes

### Traducciones
- El último filósofo del Renacimiento: Giordano Bruno (del italiano, Luigi Fabbri)

### Prólogos
- Prólogo a Rodolfo González Pacheco, Teatro, Buenos Aires, La Obra, 1953, 2 vols.
- Prólogo a Rodolfo González Pacheco, Carteles, Buenos Aires, La Obra, 1956, 2 vols.